# ليونارد هوبهاوس

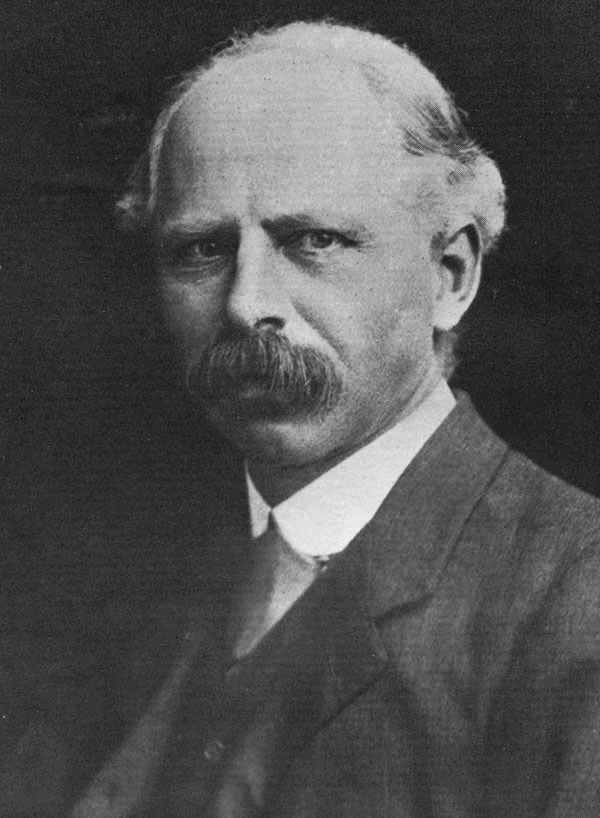

ليونارد تريلاوني هوبهاوس (ولد في 8 سبتمبر عام 1864 وتوفي في 21 يونيو عام 1929) كان أحد المنظرين السياسيين الليبراليين البريطانيين وعالم اجتماع، يعتبر من أوائل أنصار الليبرالية الاجتماعية وأبرزهم. تحتل أعماله -التي بلغت أوجها في كتابه الشهير بعنوان «الليبرالية (1911)»- مكانة غاية في الأهمية ضمن مبدأ الليبرالية الجديدة. عمل أكاديميًا وصحفيًا على حد سواء، ولعب دورًا رئيسيًا في تأسيس علم الاجتماع كضابط أكاديمي؛ في عام 1907 شارك مع إدوارد وسترمارك التميز في أن يكون أول أستاذ علم اجتماع يعين في المملكة المتحدة ضمن جامعة لندن. كان أيضًا مؤسسًا وأول محرر لدى صحيفة «ذا سوسيولوجست ريفيو». كانت أخته إميلي هوبهاوس، ناشطة في الرعاية الاجتماعية البريطانية.

## حياته
ولد هوبهاوس في سانت ايو، قرب ليسكارد في كورنوال، ابن ريجينالد هوبهاوس، رجل دين أنجليكاني، وكارولين تريلاوني. درس في كلية مارلبورو قبل قراءته الآداب الإنسانية في كلية كوربس كريستي بأوكسفورد، حيث تخرج في عام 1887 حاصلًا على شهادة من الدرجة الأولى. بعد تخرجه، بقي هوبهاوس في أوكسفود كزميل تكريمي في كلية ميرتون قبل أن يصبح زميلًا كاملًا في كوربس كريستي. أخذ هوبهاوس قسطًا من الراحة من النشاط الجامعي بين عامي 1897 و1907، إذ عمل صحفيًا (شملت أيضًا مهمة مع صحيفة مانشستر غارديان) وسكرتيرًا لاتحاد التجارة. في عام 1907، عاد هوبهاوس إلى العمل في الجامعة، حيث قبل كرسي الرئيس الجديد لعلم الاجتماع في جامعة لندن، بعنوان البروفيسور مارتن وايت لعلم الاجتماع، وبقي في منصبه حتى وفاته عام 1929.
كان هوبهاوس ملحدًا منذ سن مبكرة، رغم كون والده رئيس شمامسة. كان يعتقد أن الاختبارات المنطقية يمكن أن تطبق على القيم، وأنها يمكن أن تكون متسقة ذاتيًا وموضوعية.
لم يكن هوبهاوس متدينًا أبدًا. كتب عام 1883 أنه كان في «السياسة.. متطرفًا بحزم. في الدين لا أدريًا بشكل أكثر حزمًا». فيما يتعلق بآرائه السياسية والفلسفية، كان هوبهاوس غلادستونيًا، تابعًا مخلصًا للفيلسوف جون ستيوارت مل، ومن المعجبين بمورلي، وبرادلو، ودايلك. أثر به هؤلاء في العديد من المواقف النسوية والديمقراطية والسياسية العلمانية. اقترح مرارًا أفكارًا ديمقراطية و جمهورية خلال مجتمعات النقاش في المدرسة.

## السياسة الاقتصادية
كان هوبهاوس على قدر عظيم من الأهمية في دعم حركة «الليبرالية الجديدة» التابعة للحزب الليبرالي تحت قيادة هربرت هنري أسكويث وديفيد لويد جورج. ميز بين الممتلكات المحتفظ بها «لاستخدامها» والممتلكات المحتفظ بها «لأجل السلطة». يمكن تبرير التعاون الحكومي مع نقابات العمال بأنه يساعد على التصدي للضرر الهيكلي للعاملين من حيث السلطة. ناظر أيضًا بأن الملكية لم تكتسب فقط من خلال جهد فردي بل من قبل منظمات مجتمعية. في الأساس، كان للثروة بعد اجتماعي؛ كانت منتجًا جماعيًا. يعني ذلك أن أولئك الذين لديهم ملكية ما مدينون ببعض نجاحهم للمجتمع، لذا عليهم التزامٌ تجاه الآخرين. يعتقد أن ذلك يقدم تبريرًا نظريًا لمستوىً من إعادة توزيع الثروات الذي توفره المنح الحكومية الجديدة.
كان هوبهاوس يكره الاشتراكية الماركسية، ويصف موقفه بأنه اشتراكي ليبرالي، ثم أصبح لاحقا ليبراليًا اجتماعيًا. احتل هوبهاوس مكانة مهمة في التاريخ الفكري للديمقراطيين الليبراليين بسبب فكره هذا.

## وصلات خارجية
- ليونارد هوبهاوس على موقع الموسوعة البريطانية (الإنجليزية)